# Никос Диму
Никос Диму (на гръцки: Νίκος Δήμου) е гръцки колумнист, преводач и писател.

## Биография
Никос Диму е роден през 1935 г. в Атина, Гърция. Завършва колежът в Атина и изучава френска литература. От 1954 до 1960 година следва философия в Университета Лудвиг Максимилиан в Германия. Издава първата си книга през 1953 година.
През 1962 г. започва да работи в сферата на рекламата. През 1965 основава своя собствена компания. Освен търговията с реклами, фирмата създава благотворителни и публични инициативи (напр. Не съм забравил за Кипър). През 1983 година се оттегля от всички бизнес начинания, за да се посвети изцяло на писането. През 1979 година Диму започва да пише колонки в списания, включително Epikaira (Актуални въпроси), 4 Trochoi (4 Колела), Tetarto (Четвъртина) и Photographos (Фотограф), както и във вестници като To Vima, Kathimerini и неделните издания на Eleftherotypia и Ethnos.
Диму започва да води първото си токшоу в гръцка телевизия през 1979 г., Μία Ταινία – Μία Συζήτηση (Един филм – една дискусия), а през 1987 се завръща с друго предаване, наречено Διάλογοι (Диалози). Води също и Περιπέτειες Ιδεών (Приключения с идеи) през 1991 иΜεγάλες Παρεξηγήσεις (Големи недоразумения) през 1999 г. Той е един от основателите на радио Атина 98.4 FM. Печелил е две журналистически награди (награда Abdi İpekçi и награда Botsis). През 1997 г. става почетен гражданин на Ермуполи, родния град на майка си. Диму е награден с наградата „Димитри Митропулос“ през 2000 година.
Диму е публикувал над 60 книги, повечето от които нехудожествена литература, между които и „Нещастието да си грък“ (Η δυστυχία του να είσαι Έλληνας) (издадена на български език от изд. Orange Books, 2015), „Новите гърци“ (Οι Νέοι Έλληνες), „Последната социална класа“ (Η Χαμένη Τάξη), „Извинението на Анти-Елена“ (Απολογία ενός Ανθέλληνα). Занимава се и с любителска фотография, като публикува два албума със свои творби и прави три изложби. В продължение на седем години е колумнист в гръцкото списание LIFO, текстовете могат да се открият на сайта protagon.gr.
Книгата му „Нещастието да си грък“ има повече от 32 издания в Гърция и е преведена на много езици, включително немски (издателство Kunstmann), френски (Payot), английски (John Hunt – zero Books), италиански (Castelvecchi) и испански (Anagramma). На български език е издадена през 1997 г. от издателство „Отворено общество“ и преиздадена през 2015 г. от „Orange Books“. Поеми на Диму са преведени на италиански, португалски и испански. През 2014 г. издава нова книга в Германия – „За всичко трябва да виним германците“ (Die Deutschen sind an allem Schuld" (Kunstmann).
През 2009 г. не успява да бъде избран за политик в Европейски парламент от гръцката партия „Драси“.
През март 2014 г. става член на новата гръцка партия „Реката“ („Το Ποτάμι“). Подава оставка месец по-късно, поради различия на възгледите относно отношенията на държавата с църквата.
Повлиян от идеите му е българският филолог и културолог проф. Богдан Богданов.